# Ютяо

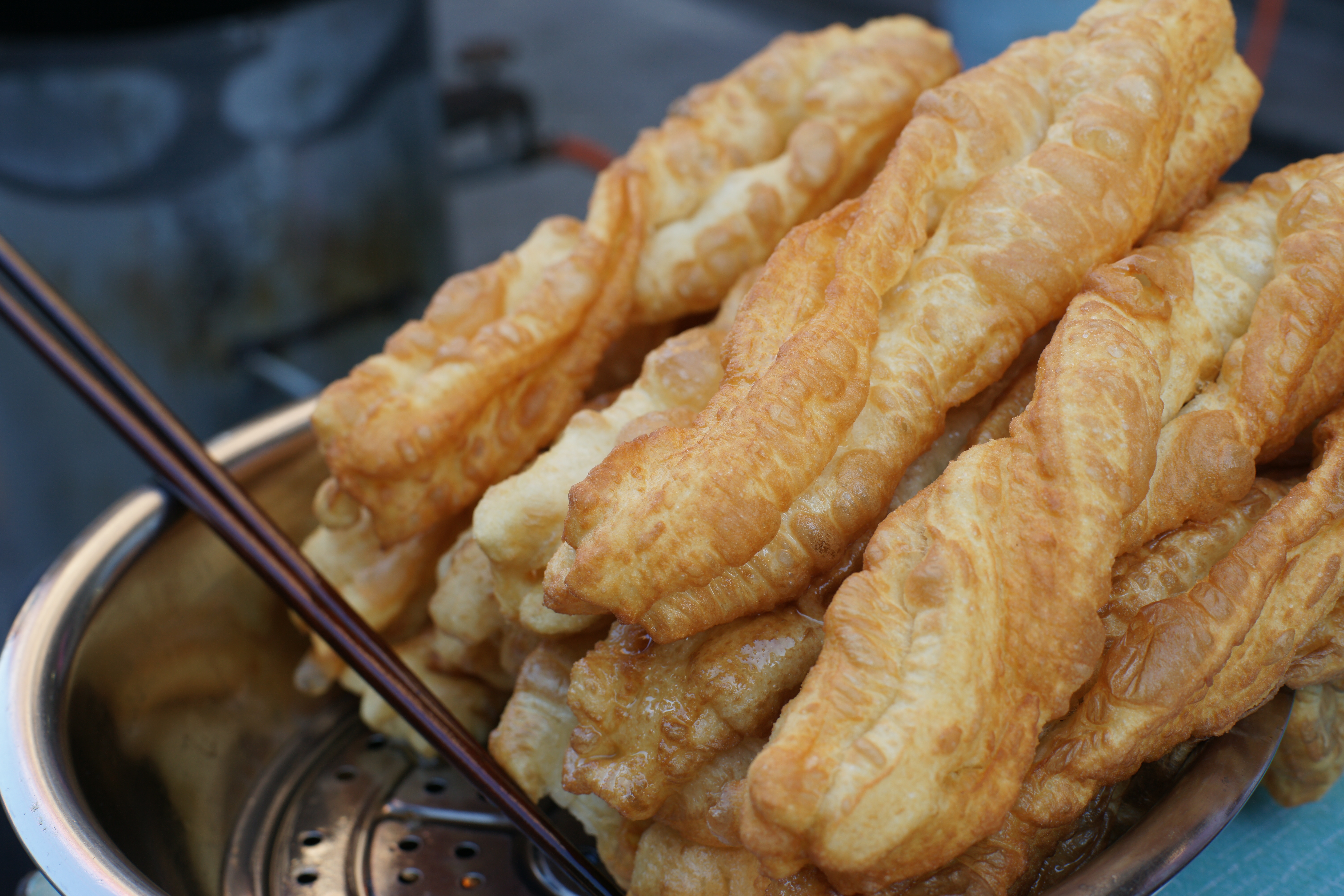

Ютяо (кит.: 油條 ; піньїнь: yóu tiáo) (хмиз)— страва китайської кухні, смажені у фритюрі до золотисто-коричневого кольору нарізані смужки тіста; має поширення не тільки в Китаї, але і в країнах Південно-Східної Азії. Традиційно готується солоним і робиться таким чином, щоб його можна було розламати на дві частини по довжині . У Китаї ця страва часто є компонентом сніданку разом з рисовою кашею та соєвим молоком.
Ютяо також може служити начинкою для коржів шаобін, в цьому випадку страва називається «шаобін ютяо» (кит.: 燒餅 油條). Назва «ютяо» поширене по всьому Китаю, хоча, наприклад, на півночі та в Гонконзі для нього існують інші назви.